# The Wombats
The Wombats é uma banda de indie rock, formada no ano de 2003 em Liverpool, Inglaterra. A banda possuiu contratos com 14th Floor Records e a Bright Antenna.
Os integrantes se conheceram na Liverpool Institute For Performing Arts, lançando alguns EP's antes do seu primeiro album em 2006, chamado de "Girls, Boys and Marsupials", qual foi lançado somente no Japão. Seu primeiro album de estúdio oficial foi chamado "The Wombats Proudly Present: A Guide to Love, Loss & Desperation¨, em 2007. Esse album possuía algumas das faixas de "Girls, Boys and Marsupials".
No ano seguinte no lançamento do primeiro album, a banda foi indicada ao NME Music Awards, na categorias "Melhor Nova Banda" e teve sua música "Let´s Dance To Joy Division" indicada a "Melhor Preenchedora de Pistas de Dança" e "Melhor Faixa", levando o prêmio de "Melhor Preenchedora de Pistas de Dança". No mesmo ano foram indicados ao XFM New Music Awards tendo seu album concorrendo a categoria "Melhor Album". Ainda em 2008 foram indicados ao MTV Europe Music Awards de 2008 na categoria de "Melhor Nova Banda do Reino Unido e Irlanda".

## Integrantes
- Matthew Murphy - vocal, guitarra e teclado
- Daniel Haggis - bateria e vocal de apoio
- Tord Øverland-Knudsen - baixo e vocal de apoio

## Discografia

### Álbuns de estúdio
- 2006: Girls, Boys and Marsupials (apenas no Japão)
- 2007: The Wombats Go Pop Pop Pop (apenas no Japão)
- 2007: The Wombats Proudly Present: A Guide to Love, Loss & Desperation
- 2011: The Wombats Proudly Present: This Modern Glitch
- 2015: Glitterbug
- 2018: Beautiful People Will Ruin Your Life

### Singles
- 2007: "Kill the Director"
- 2007: "Let's Dance to Joy Division"
- 2008: "Moving to New York"
- 2008: "Backfire at the Disco"
- 2008: "Kill the Director"
- 2008: "Is This Christmas?"
- 2009: "My Circuitboard City"
- 2010: "Tokyo (Vampires & Wolves)"
- 2011: "Jump Into The Fog"
- 2011: "Anti-D"
- 2011: "This Acoustic Glitch"